# Каролингский минускул

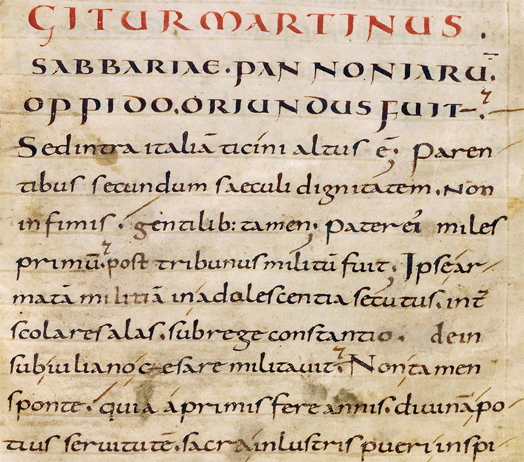
Житие св. Мартина. Рукопись VIII в. из Корби (записана каролингским минускулом)

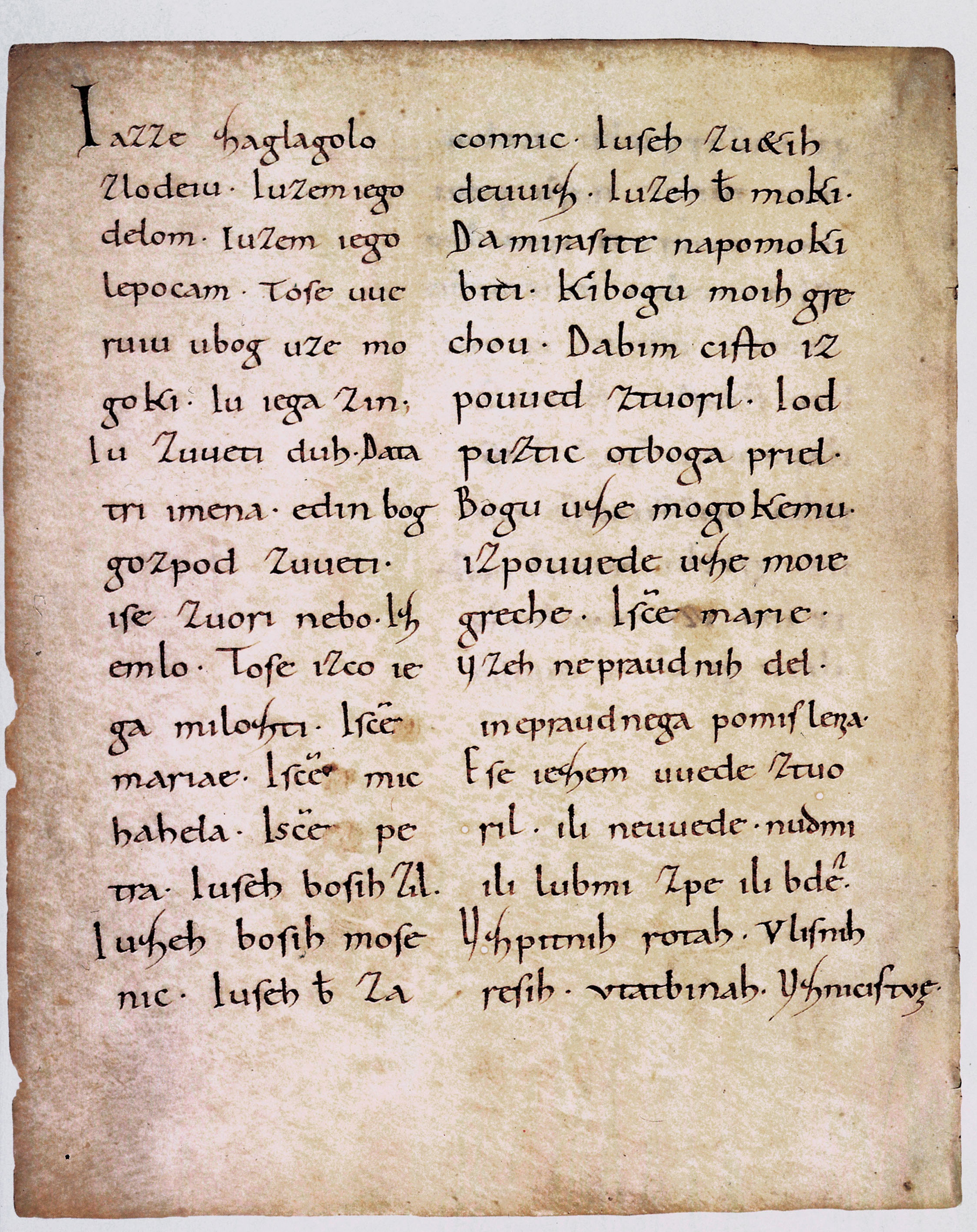
Фрейзингенские отрывки из Словении (XI век) — один из первых славянских письменных памятников. Выполнен каролингским минускулом

Кароли́нгский мину́скул — один из типов средневекового письма с чёткими, свободно поставленными буквами латиницы.
Возник в результате эволюции первоначального минускула. Эпитет «каролингский» получил в связи с тем, что широкое внедрение этого вида письма пришлось на эпоху Каролингского возрождения. Достоинством каролингского минускула является удобочитаемость при сравнительно небольших размерах букв. Его графика чрезвычайно проста: схематически любая буква состоит из круга или его части и коротких или длинных вертикалей. Ширина буквы и её высота примерно одинаковы.
Каролингский минускул был разработан во второй половине VIII века и усовершенствован в IX веке в интеллектуальном центре Каролингской империи — Аббатстве св. Петра в Корби (Abbaye Royale Saint-Pierre de Corbie). Из скриптория Корби каролингский минускул распространился затем по территории всей западной Европы, где его широко применяли в епископских, монастырских, а затем и в городских канцеляриях — как для книг, так и для документов. Спустя 200 лет каролингский минускул был вытеснен готическим письмом, которое господствовало в европейской рукописной книге до изобретения книгопечатания.
В XIV веке гуманисты, начиная с Петрарки, обнаружили труды античных авторов, переписанные каролингским минускулом; это письмо они приняли за античное и, поражённые его красотой и удобочитаемостью по сравнению с готическим, принялись копировать. На его основе возник современный латинский шрифт.